# 新堂みかん
新堂みかん（しんどうみかん）は、和歌山県有田市の新堂地区で生産されるミカン（有田みかん）のうち、個人出荷主による「新堂みかん出荷組合」が出荷しているものに対する呼び名。
主な出荷先は京都府で、一部滋賀県や岐阜県などにも出荷している。京都市場は「王」のマークがダンボール、その他販促物に印刷され、その他の市場は「新」のマークが使用されている。

## 概要
有田市の中でも好条件の園地に恵まれ、古くから京都市場において差別化された取引が行われている。2015年（平成27年）には長年にわたる高品質なみかんの出荷に対して京都市より感謝状が送られた。
新堂みかん出荷組合全体の出荷量はほぼ京都、滋賀、岐阜に集中しており、全国的には認知度は低いが、京都では古くから贈り物などにも使われ、他のみかんと一線を画す地位を築いてきた。
近年、インターネットを介した流通が確立され、市場を通さずに生産者から小売店、もしくは生産者から直接消費者へ販売される機会が増え、「新堂みかん出荷組合」に属していないにもかかわらず、新堂みかんの名称で売られているものもある。